# Refuge du Promontoire
Das Refuge du Promontoire ist eine Schutzhütte der Sektion Isère des Club Alpin Français, in Frankreich im Pelvoux, es thront auf dem Sporn der Promontoire-Südwand von La Meije. Dies ist der übliche Ausgangspunkt für die berühmte Meije-Überquerung, die als einer der schönsten Bergwege der Alpen gilt. Sein Zugang wird entweder von La Bérarde durch das Étançons-Tal, oder von La Grave durch die Enfetchores und die Lücke des Meije gemacht. Ein erstes Holzhaus aus den 1920er Jahren wurde zerstört und 1966 durch eine neue Aluminiumkonstruktion ersetzt.

## Weblinks

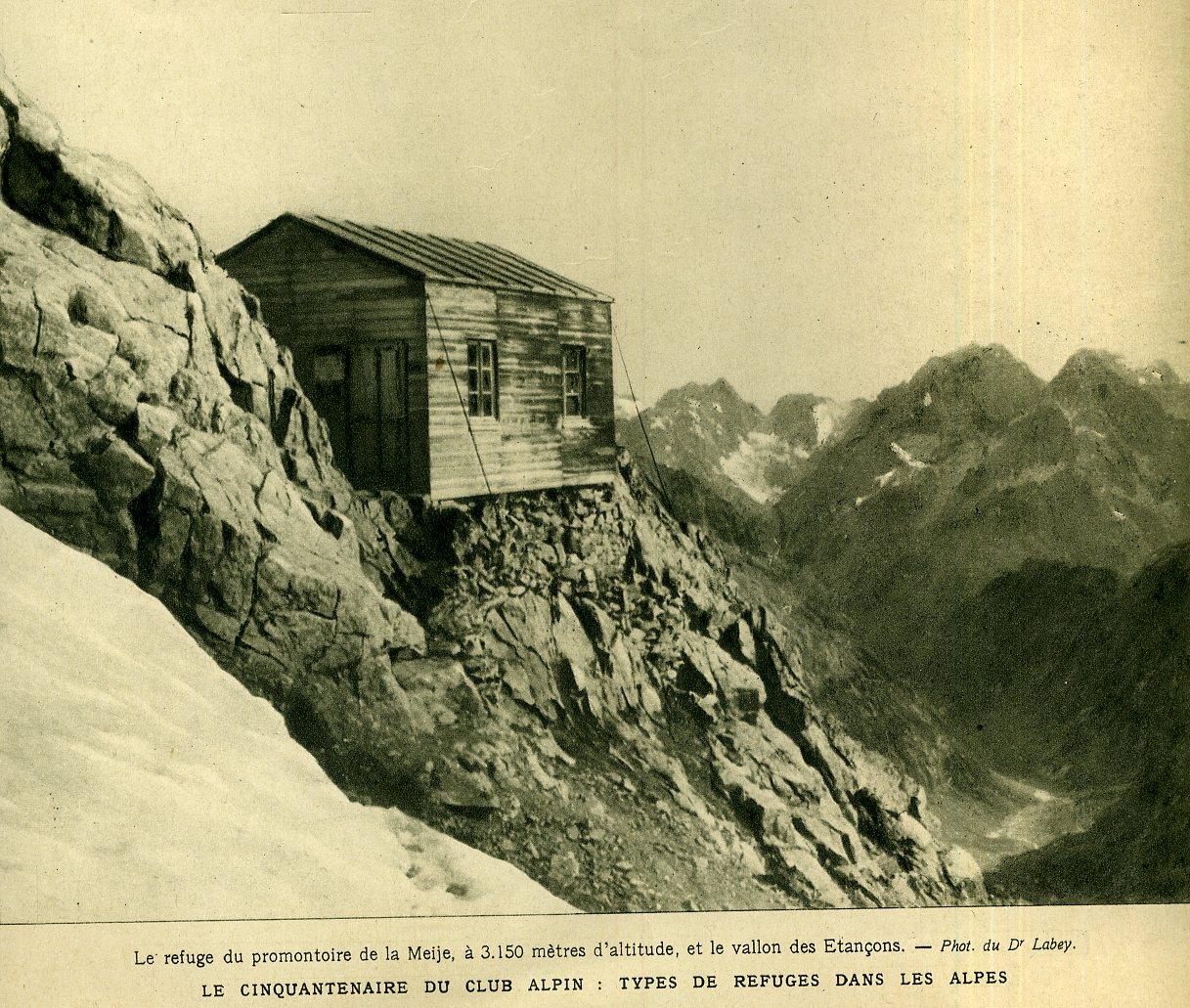
Das Refuge du Promontoire im Jahr 1924